# Pseudobalistes naufragium
Pseudobalistes naufragium is een  straalvinnige vissensoort uit de familie van trekkervissen (Balistidae). De wetenschappelijke naam van de soort is voor het eerst geldig gepubliceerd in 1895 door Jordan & Starks.
De soort staat op de Rode Lijst van de IUCN als niet bedreigd, beoordelingsjaar 2008.